# Elvis (miniserie)
Elvis är en amerikansk film, dramafilm/musikal, från 2005, regisserad av James Steven Sadwith, filmmanus av Patrick Sheane Duncan.

## Handling
Detta är en biografisk musikalfilm om Elvis Presleys unga år.

## Om filmen
- Blev nominerad till 6 Emmy.
- Blev nominerad till 3 Golden Globe och vann en av dem.
- Rose McGowan spelar Elvis Presleys svenska flört Ann-Margret.

## Rollista (i urval)
- Jonathan Rhys Meyers - Elvis Presley
- Randy Quaid - 'Colonel' Tom Parker
- Rose McGowan - Ann-Margret
- Tim Guinee - Sam Phillips
- Antonia Bernath - Priscilla Presley
- Camryn Manheim - Gladys Presley
- Randy McDowell - Gene Smith
- Eric William Pierson - D.J. Fontana